# Ансамбль українських акторів

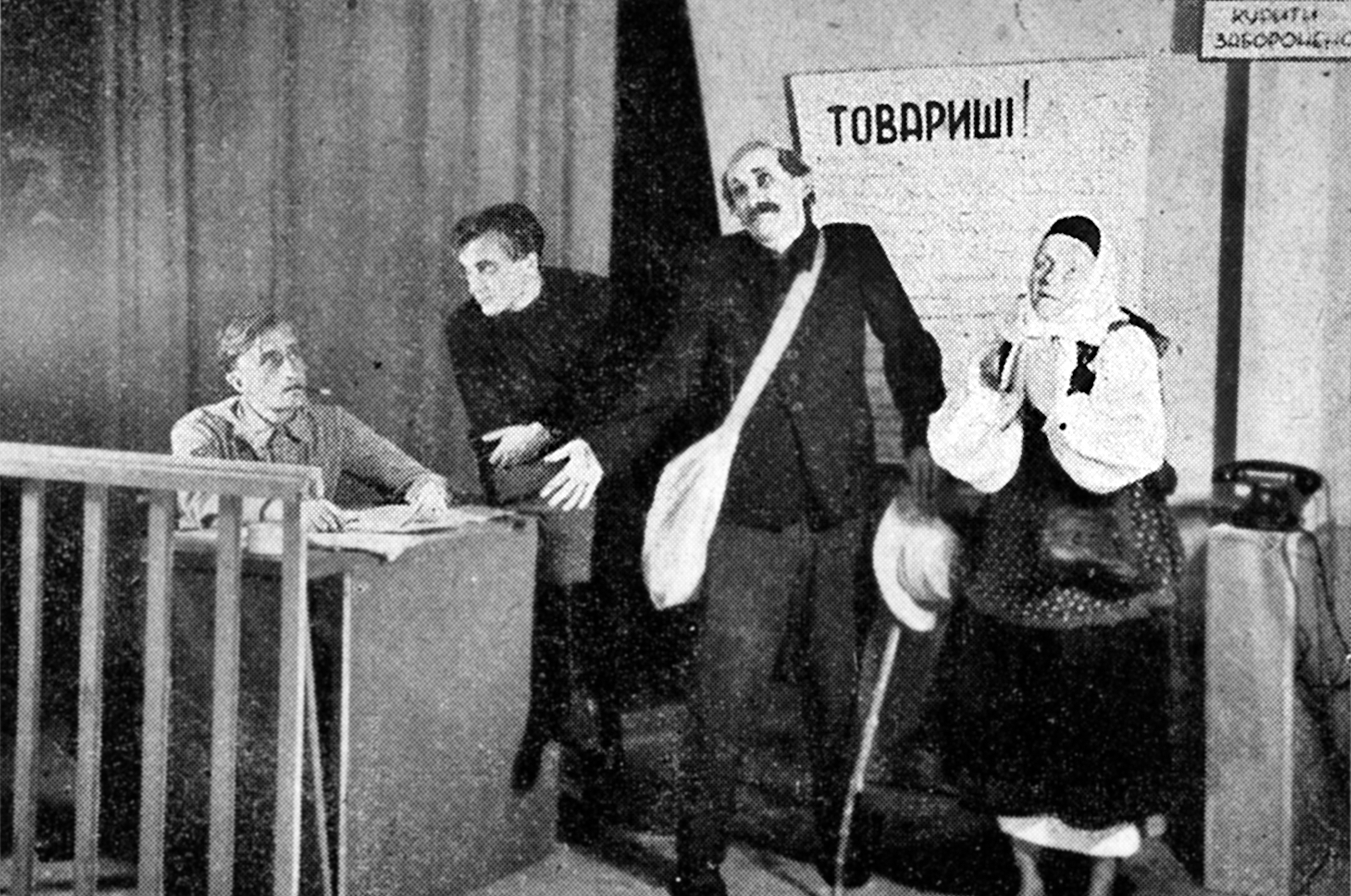
ІІ дія «Секретаріят РНК» з п'єси «Народній Малахій», поставлений АУА в Авґсбурзі 1946. Зліва направо: В. Карп'як (секретар), Е. Левицький, В. Блавацький (Малахій), Н. Горленко (Агапія)

Ансамбль Українських Акторів (АУА) — українських театр професійних акторів. Театр був створений
у таборі переміщених осіб Зомме-Казерне біля Авґсбурґа (Баварія), куди влітку 1945 року на чолі з Володимиром Блавацьким емігрувала частина акторів Львівського Оперного Театру у наслідку анексією західноукраїнських земель СРСР.
У 1947 над театром нависла загроза — рішенням американської адміністрації зони окупації його було виселено за межі табору. Адміністрація за чиєюсь намовою звинуватила акторів у співпраці з німцями під час війни. Лише стійка воля і організаційний талант Володимира Блавацького зберегли ансамбль від депортації до СРСР і продовжили його життя. У сезоні 1948–1949 базою для театру став табір у Реґензбурзі, звідки колектив театру виїздив з гостинними
виступами до інших таборів, розкиданих у Західній Німеччині.
У вересні 1945 Ансамбль Українських Акторів розпочав свій перший театральний сезон п'єсою Арнольда Рідлея «Поїзд-марево», другою з черги поставою театру стала «Земля» Василя Стефаника. Інші вистави: «Народній Малахій» і «Мина Мазайло» Миколи Куліша, «Антігона» Ануї, «Люкреція» Обе, «Домаха» Л. Коваленко й ін.
У червні 1949 Блавацький з більшою частиною трупи АУА переїхав до Філадельфії (США), там зорганізувавшись в Український театр під мистецьким проводом Володимира Блавацького.

## Репертуар
Сезон 1945–1946:
1. «Поїзд-марево» — сенсаційна п'єса на 3 дії Арнольда Рідлея
2. «Земля» — інсценізація творів Василя Стефаника
3. «Еспанська муха» — фарс на 3 дії Франц Арнольда і Ернеста Баха
4. «Степовий гість» — історична драма з часів Хмельниччини на 5 дій Бориса Грінченка
5. «Чорноморці» — народна оперета на 3 дії Якова Кухаренка, муз. Миколи Лисенка
6. «Мина Мазайло» — комедія на 4 дії Миколи Куліша
7. «Одержима» і «На полі крови» — драматичні поеми Лесі Українки
8. «Жайворонок» — оперета на 3 дії Франц Легара
9. «Украдене щастя» — драма на 5 дій Івана Франка
10. «Мужчина з минулим» — фарс на 3 дії Франц Арнольда і Ернеста Баха
Сезон 1946–1947:
11. «Народній Малахій» — трагедійне (4 картини) Миколи Куліша
12. «Ворог» — драма на 4 дії Юрія Косача
13. «Вечір ритму і мелодій»
14. «Цнотлива Сузанна» — оперета на 3 дії Жана Жільберта

## Актори

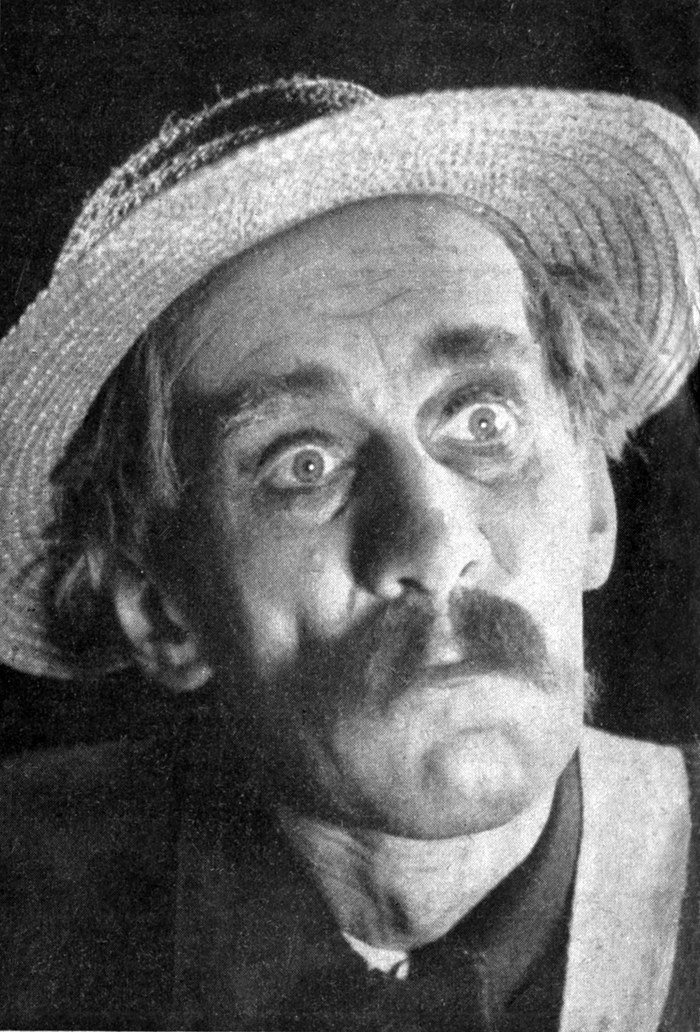
Володимир Блавацький
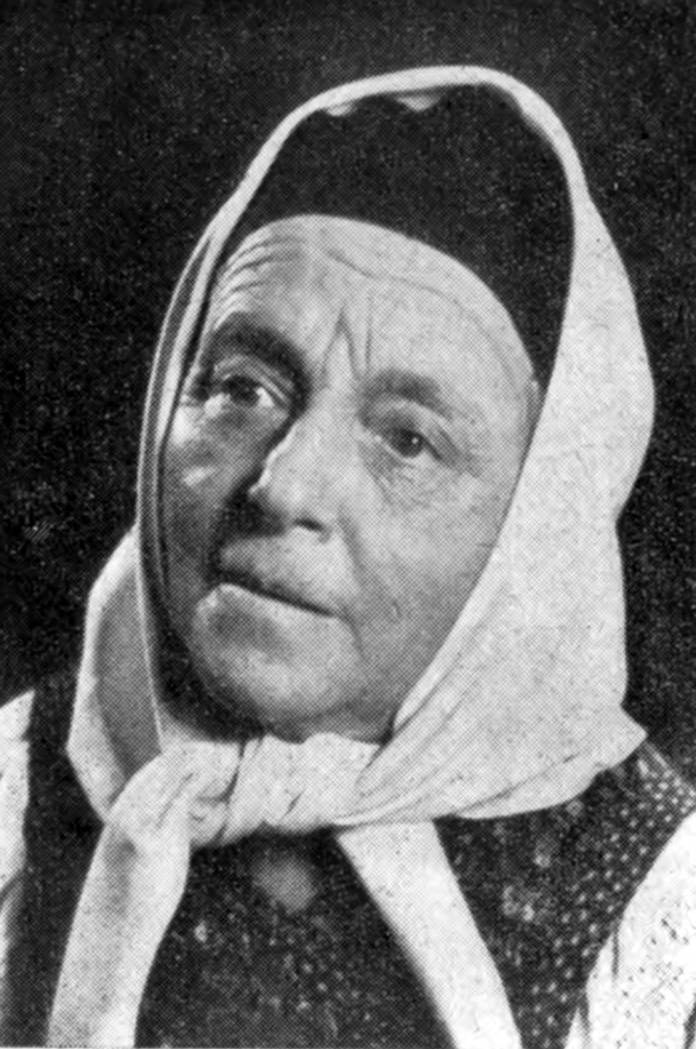
Ніна Горленко
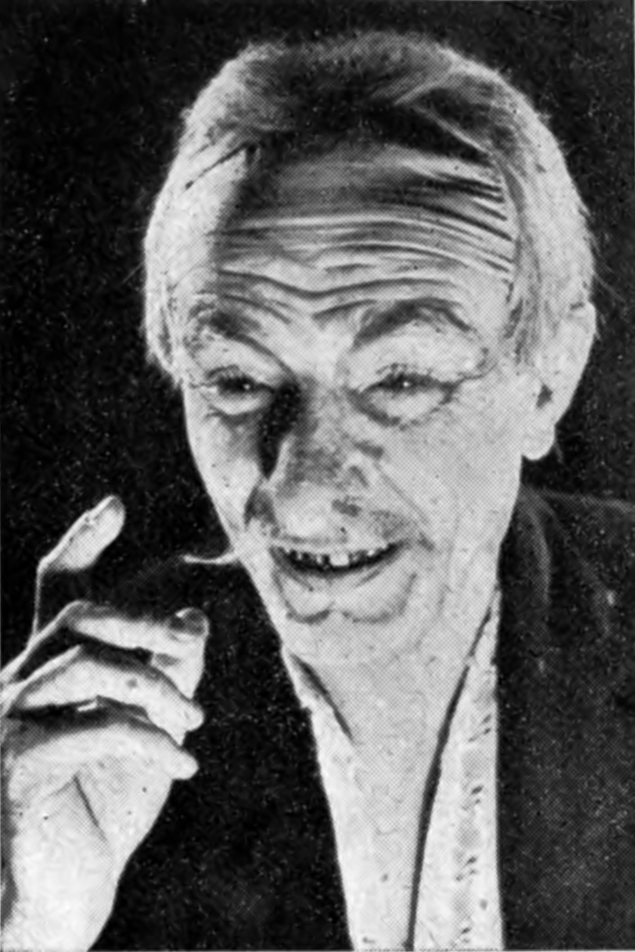
Євген Курило
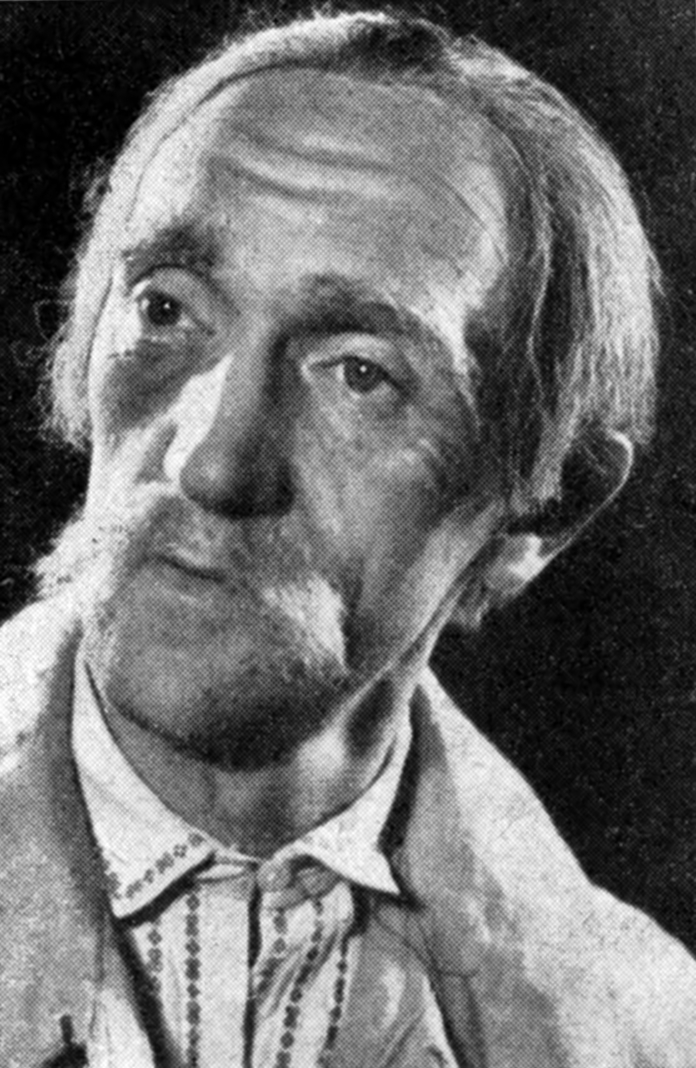
Степан Кружанівський
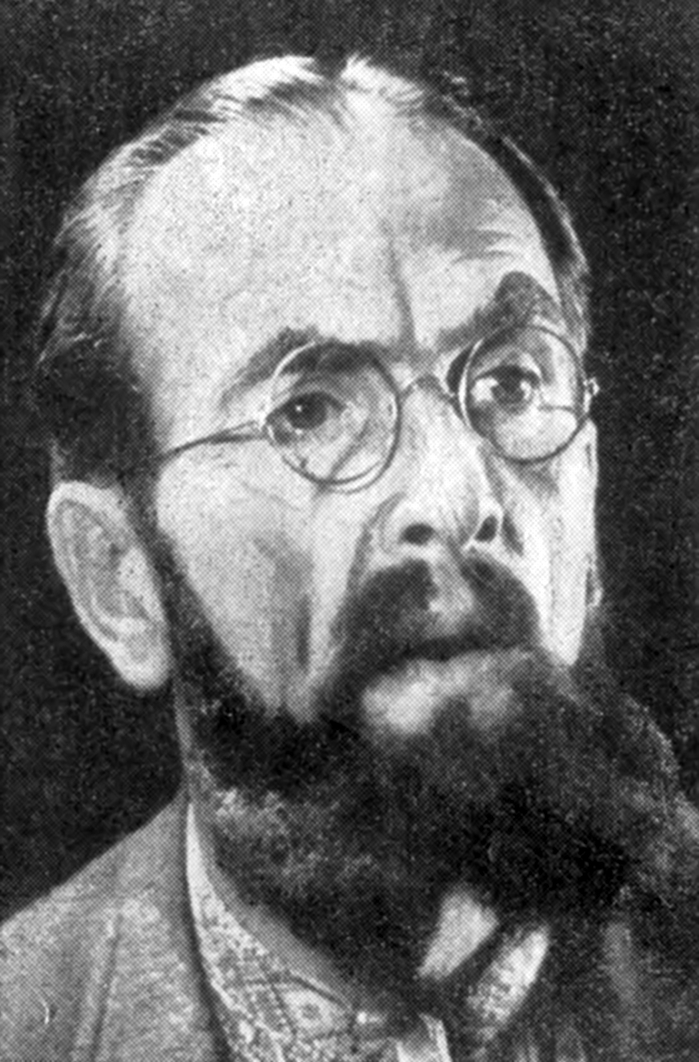
Євген Курило
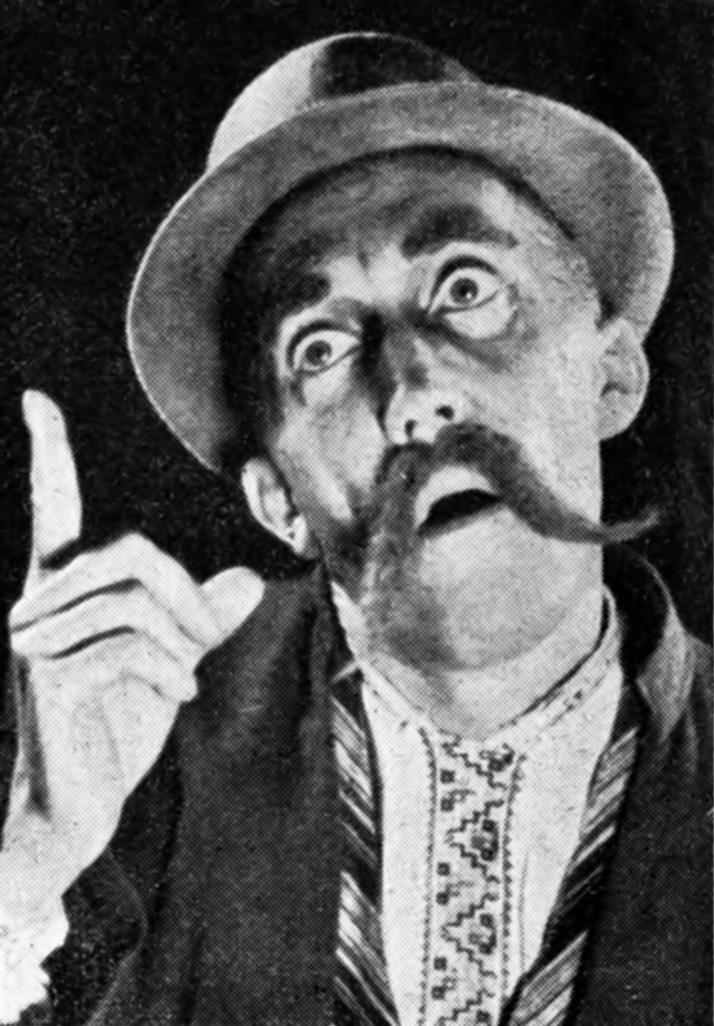
Богдан Паздрій
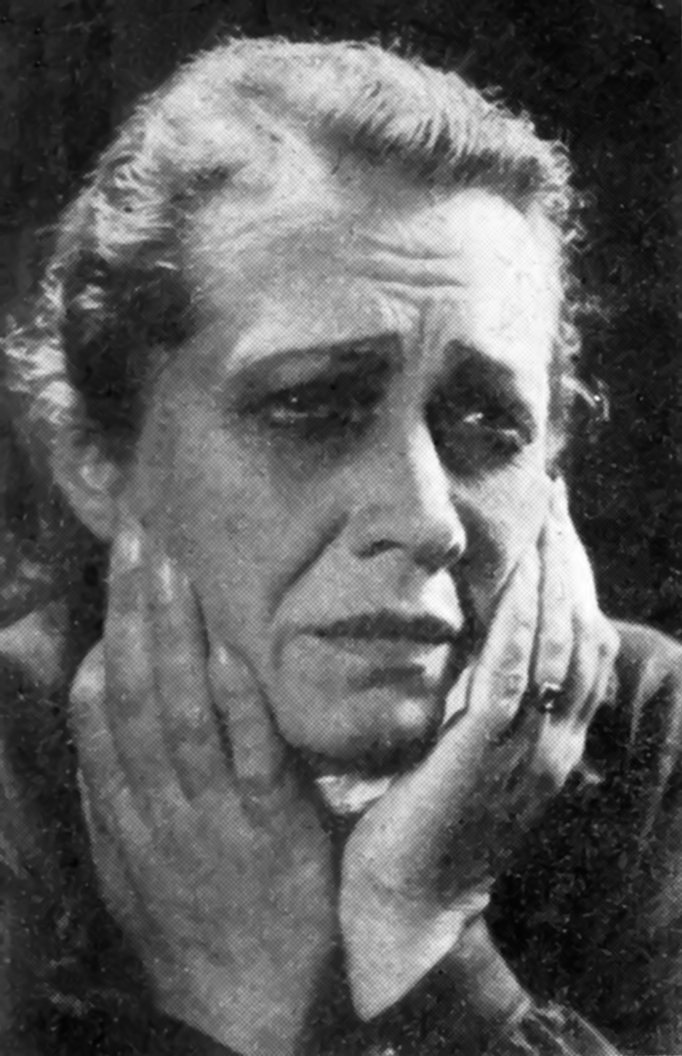
Марія Степова
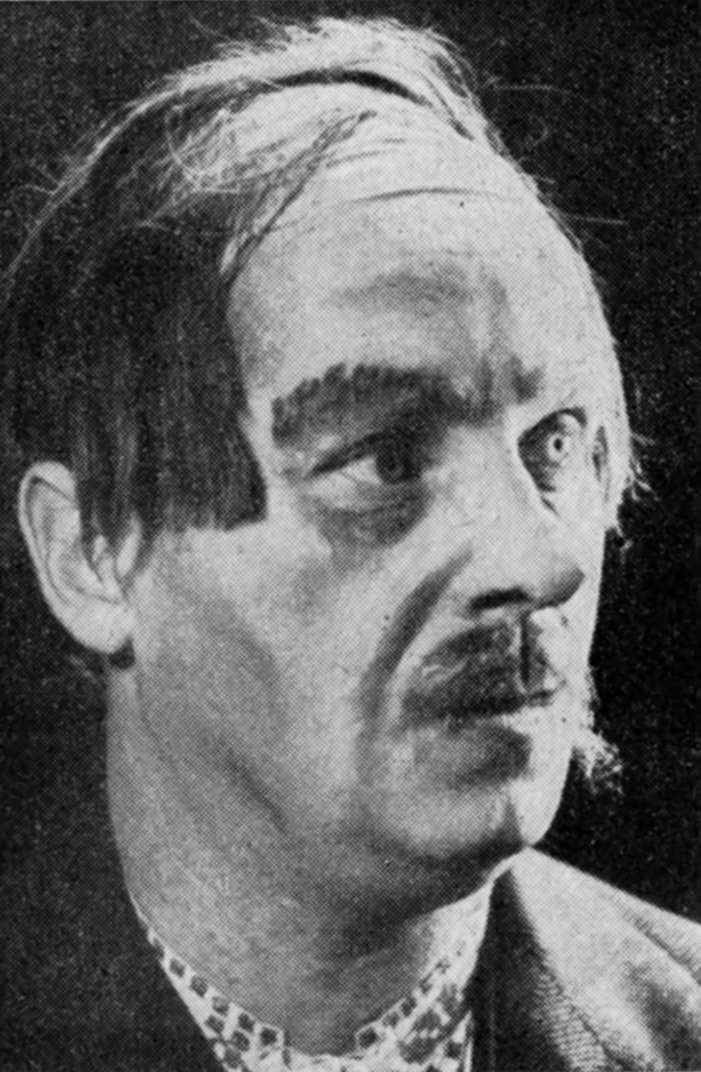
Володимир Шашаровський